# Parque de Mayo (San Juan)

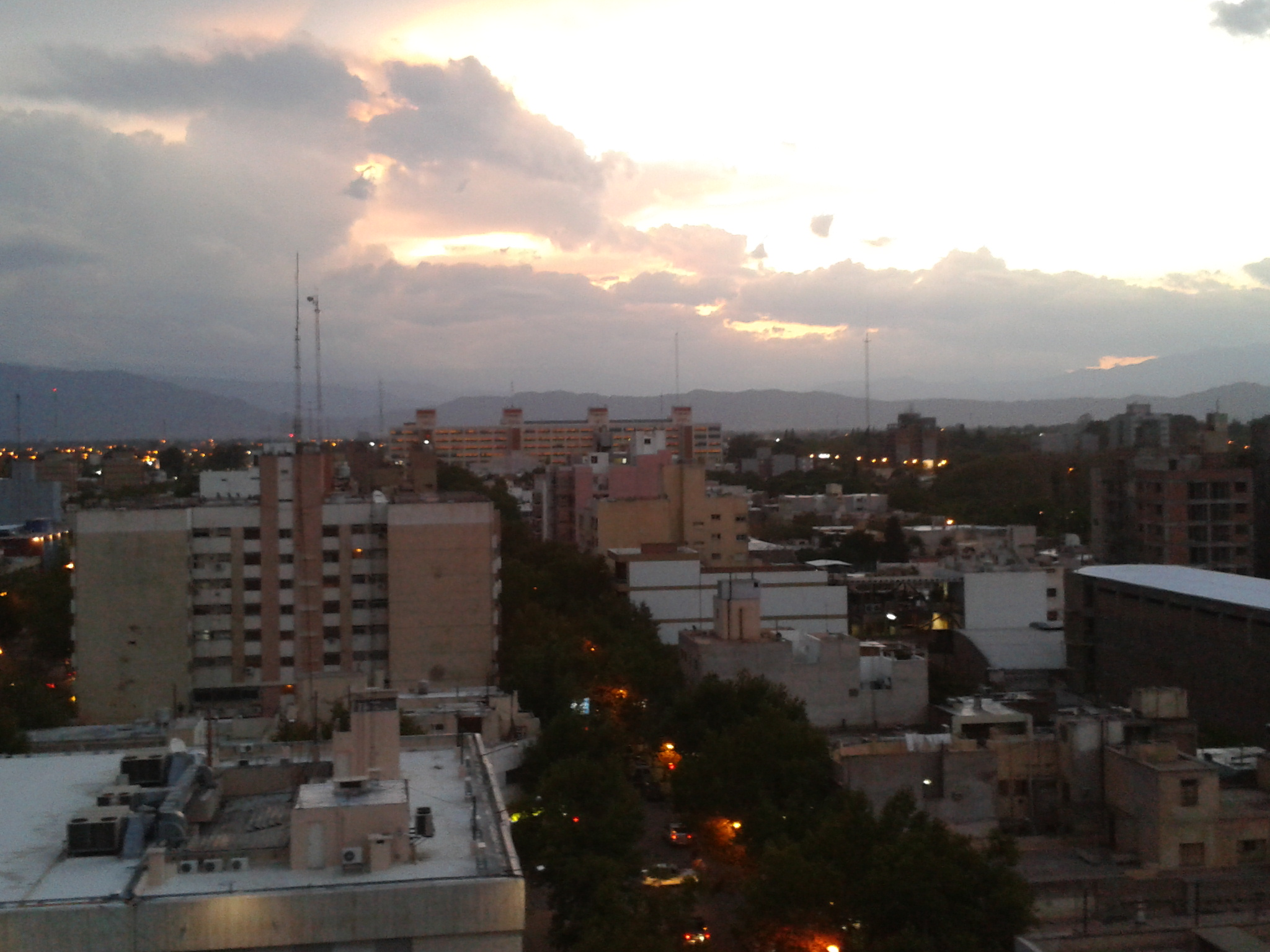
El centro cívico en el panorama urbano junto con el parque al frente

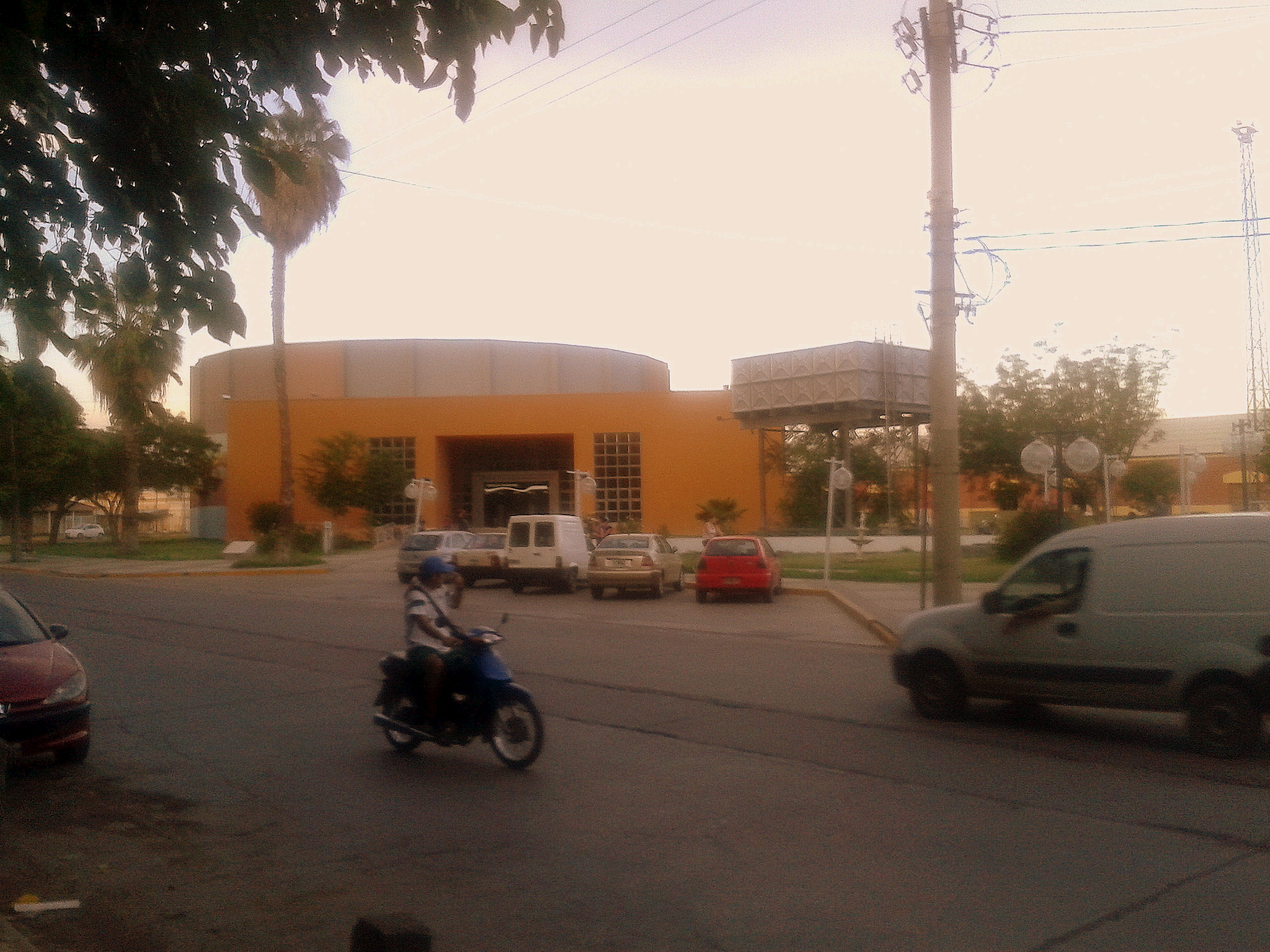
Centro de Convenciones.

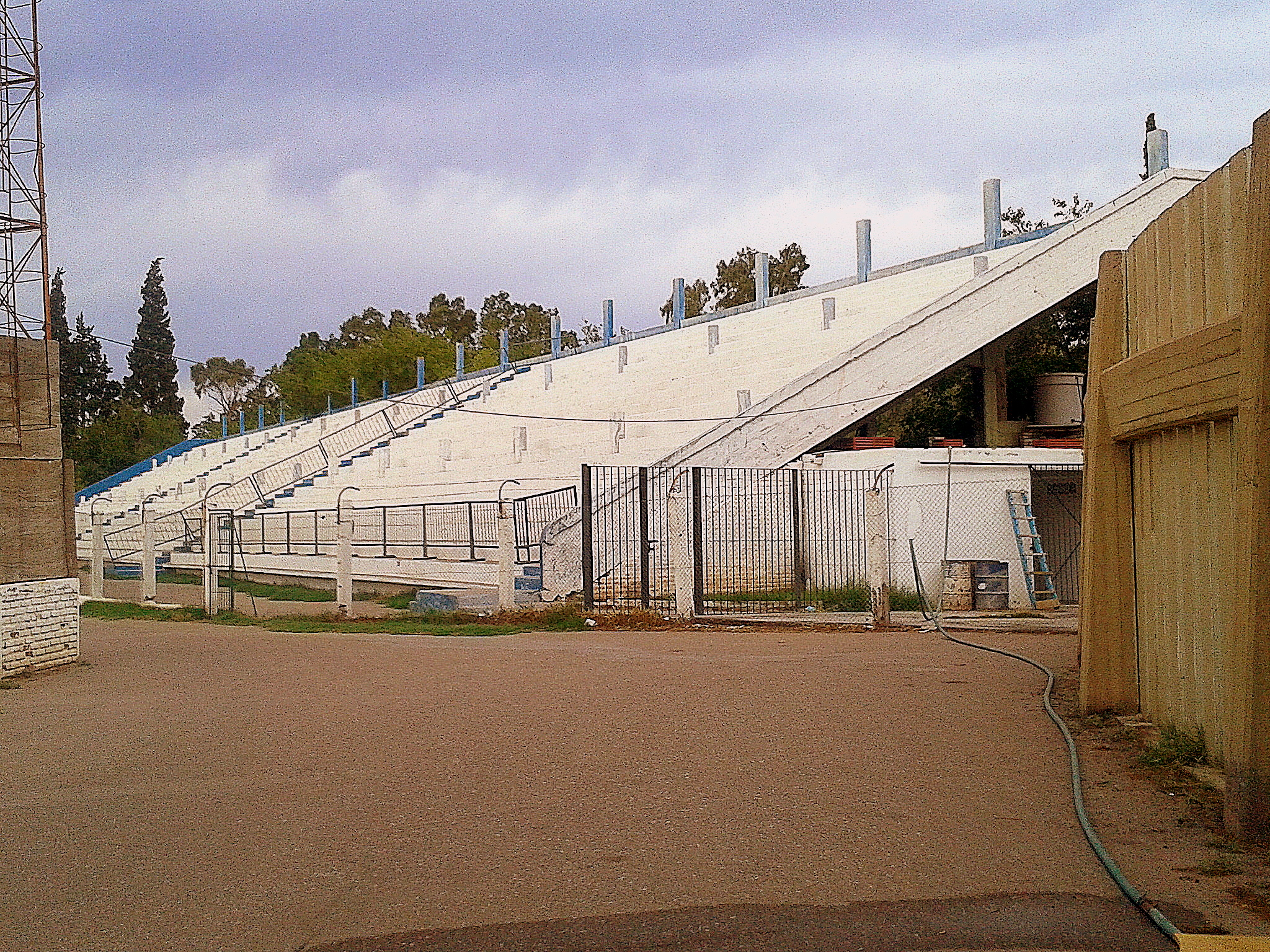
Estadio de fútbol en el mismo parque

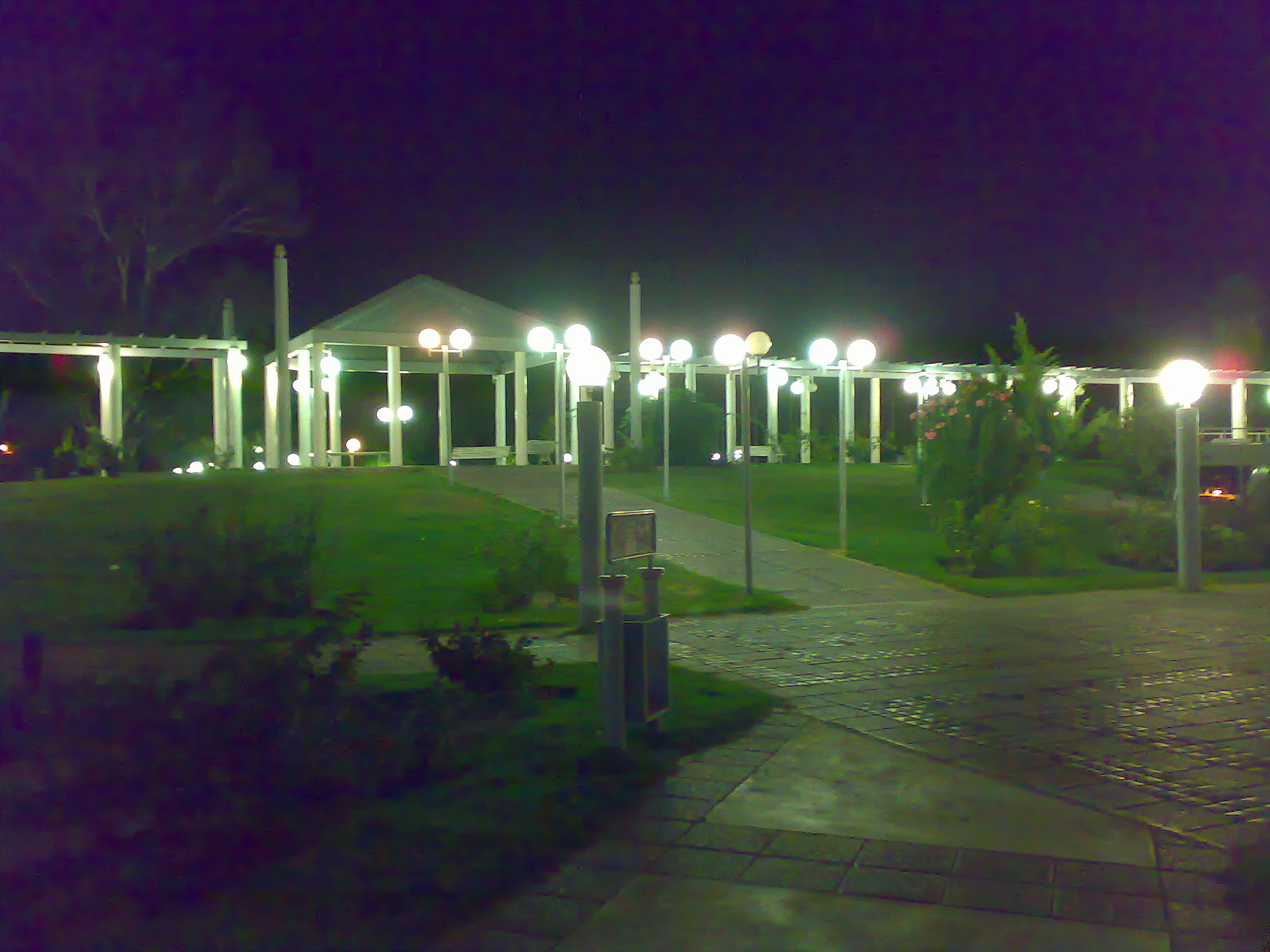
Sector del parque llamado plaza España, separado por calle Las Heras

El Parque de Mayo es un espacio verde ubicado en la ciudad de San Juan, provincia de San Juan, Argentina. Posee un total de 10 hectáreas totalmente parquizadas, donde se destacan una gran variedad de especies arbóreas. Está circundado por las calles: Las Heras al este, 25 de Mayo al norte, Urquiza al oeste y al sur la Avenida Libertador General San Martín.

## Historia
Por una ley provincial sancionada el 17 de mayo de 1910, se autorizó la expropiación de los terrenos y la ejecución de la obra de Parque de Mayo, con el motivo de conmemorar el centenario de la Revolución de Mayo. Tenía originalmente una superficie de 17 hectáreas, aproximadamente, el 25 de mayo de dicho año se colocó la piedra fundamental del espacio verde.
Recién en 1916 se construyeron en piedra los escalones del pedestal del monumento al General San Martín en una rotonda. También se construyeron unos portones que formaban parte de la entrada del parque colocados sobre la actual Avenida Libertador General San Martín y calle Las Heras.
En 1930 se instaló el Monumento a Francisco Narciso Laprida realizado por la artista Lola Mora. En 1947, luego del Terremoto de San Juan de 1944 el mismo fue retirado y reinstalado posteriormente en su ubicación actual en la plaza central de la ciudad de San José de Jachal.
Con el paso del tiempo fue disminuyendo su extensión original. En 1951 se le adjudicaron al Club Inca Huasi (club departaivo) 1.707,90 metros cuadrados del terreno. Al año siguiente el gobierno de la provincia cedió al Club Lawn Tennis, 6.598 metros cuadrados. Luego, se construyó el Estadio Abierto y, durante la década de los '60, se construye el Estadio Aldo Cantoni. Más tarde se construye un hotel, cuya función no perduró con el paso del tiempo, y luego pasa a ser sede del Poder Legislativo de la provincia, y también se construye un casino en sus inmediaciones. 
Otra cesión de terreno de 899,28 metros cuadrados ubicados en el extremo suroeste fue para la sede de la Dirección Vialidad Provincial y posteriormente fue transferida a la Universidad Nacional de San Juan para el edificio de la actual Facultad de Ingeniería.
Las 17 hectáreas originales fueron redicidas, hoy aproximadamente a 10.
Una remodelación realizada entre los años 1946 - 1965, se concretó el ensanche del lago artificial a las medidas que tiene actualmente y con la tierra de la excavación se hizo un pequeño domo, además se incluyó una perforación para extraer agua subterránea.
En 1963 se inauguró la plaza de las Américas ubicada en el sector este del parque.
En 1964 se realizó una muestra temática (Feria Nacional del Vino y la Industria) con una exposición de vinos, productos regionales y maquinarias, a orillas de la calle en pequeños stands. Para esta ocasión se construyó un arco de gran tamaño a espaldas de la estatua del general San Martín. También para esta oportunidad se inauguró el Tren, de pequeñas dimensiones, que recorría casi un kilómetro entre arboledas pasando por un túnel, que permitía un paseo por todo el pulmón verde.
En 21 de mayo de 1970 con motivo del XIX Campeonato de Hockey sobre Patines se inaugura el Monumento al deporte, situado al noroeste del parque. Este monumento constituye una composición laminar generada por superficies regladas a partir de curvas sinusoidales inscriptas sobre la superficie de cinco cilindros: estos cinco elementos simbolizan los cinco anillos olímpicos y a su vez los cinco continentes del mundo, con sus colores correspondientes: azul a Europa, amarillo a Asia, negro a África, verde a América y rojo a Oceanía.

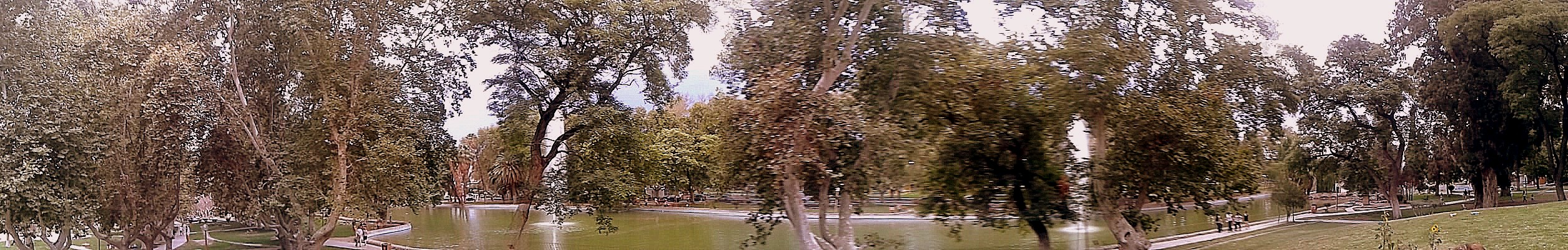
Vista panorámica del parque y su lago

## Atractivos
Es el espacio verde más grande de la Ciudad de San Juan y cuenta con atractivos como:
- Lago artificial: está habitado por peces, patos y otras especies acuáticas. Emerge de él una pequeña isla, inaccesible para el público, en la que las aves del lago han conformado su hábitat.
- Reloj: montado en un domo parquizado, este posee un gran tamaño.
- También se conserva aún una calesita para niños. Para ellos hay también un sector de juegos infantiles y un circuito para bicicletas.
- Es un paseo cultural. Bellas esculturas e impactantes monumentos adornan las infaltables fuentes y los distintos recorridos. Se distinguen la estatua ecuestre del General San Martín, otra de gran porte es la de Federico Cantoni y los distintos bustos de sanjuaninos y argentinos ilustres. Frente al parque se halla el Museo Provincial de Bellas Artes Franklin Rawson que alberga más de 945 obras artísticas de autores sanjuaninos, argentinos y europeos.

## Localización absoluta

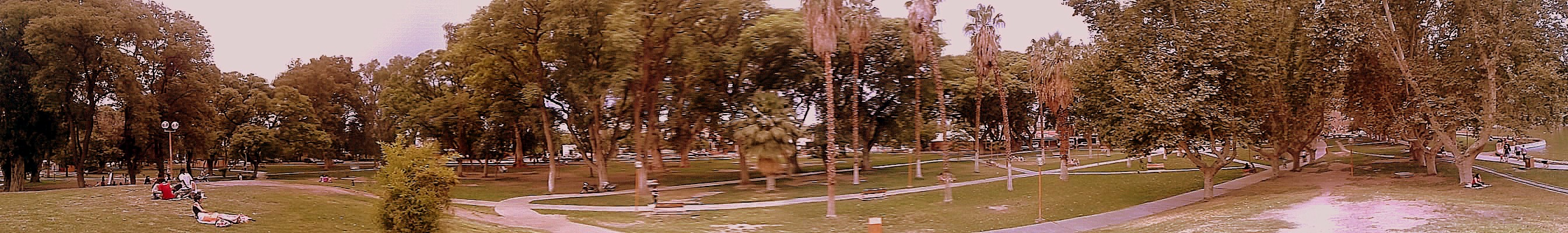
Vista del arbolado y del parquizado en general

- 31°31′59″S 68°32′27″O / -31.53306, -68.54083

## Fuente consultada
- BATALLER, Juan Carlos. La Historia del Parque de Mayo
- Fundación Bataller-Parque de Mayo

- Datos: Q6062664